# 더블 위시본 식 서스펜션

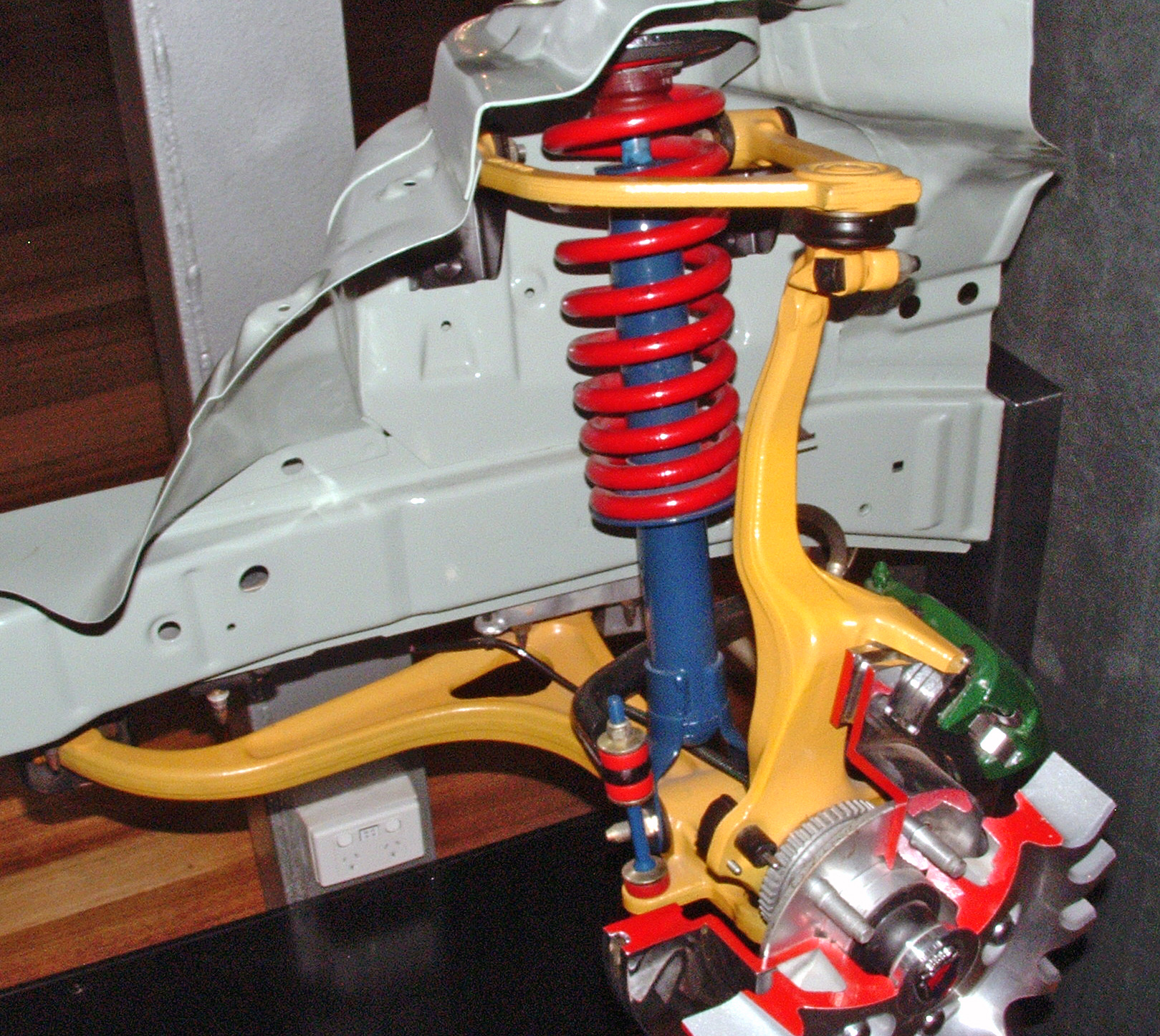
위시본(노란색으로 칠해진 부분)

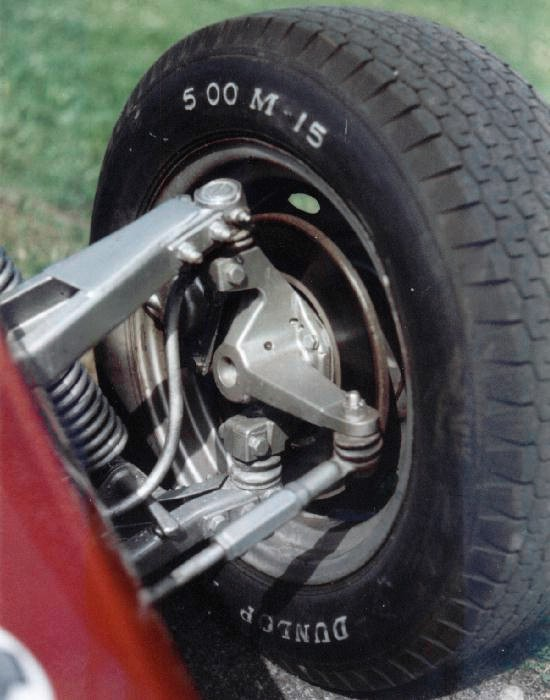
더블 위시본 식 서스펜션

더블 위시본 식 서스펜션(Double wishbone suspension)은 자동차의 독립 현가 방식 중 하나다. 어원은 Double(2개의) Wishbone(차골叉骨; 조류의 Y자형 가슴뼈)으로, 상하로 놓인 암(arm)의 모양으로부터 붙여진 이름이다.
이 방식은 노면에 대해서 거의 수평으로 장착된 상하(어퍼 암, 로워 암) 2개의 암이 업 라이트(차축이나 허브를 포함)를 사이에 두고 지지하는 구조로 되어 있다. 구조상 강성 확보에 용이하며, 서스펜션이 범프(튐) 할 때 캠버 변화를 최소한으로 억제하는 것이 가능하여, 타이어와 노면의 사이의 마찰력(그립력)의 변화가 적은 것이 이점이 된다.
비슷한 구조의 것으로 록킹암 식 서스펜션이 있지만, 록킹암 식의 경우 상하 중 어느 한 쪽 암을 지렛대로 하여 스프링을 작동시키므로 암 자체에 상당한 강도(強度)가 필요하다. 또 스프링을 작동시키는 측의 암에는 피봇이 필요하고, 그 안쪽에 댐퍼나 스프링을 넣어야 하는 등 설계에는 그만큼 제약이 있다.
더블 위시본은 상하 로드 길이나 암의 설치 각도 등을 바꾸는 것을 통해 비교적 자유롭고 용이하게 기하학적 변경을 가할 수 있다. 서스펜션 설계에 비교적 제약이 적고, 조종 특성 등을 임의로 바꿀 수 있기 때문에 포뮬러 카 등의 레이싱 카에 알맞다.
주로 전륜(前輪)에 이용되지만, 후륜이나 4륜 모두에 사용되는 경우도 있다.

## 같이 보기
- 서스펜션
  - 독립현가
    - 스트럿 식 서스펜션
      - 슈퍼 스트럿 식 서스펜션

    - 트레일링 암 식 서스펜션
      - 세미 트레일링 암 식 서스펜션

    - 더블 위시본 식 서스펜션
    - 멀티링크 식 서스펜션

  - 차축현가 (고정차축)
    - 드 디옹 식 서스펜션
    - 리프 식 서스펜션
    - 링크 식 서스펜션

  - 기타
    - 토션빔 식 서스펜션

- 스프링
  - 에어스프링
  - 하이드로뉴매틱
  - 토션바 스프링